# Darko Lukić (pijanist)
Darko Lukić (Osijek, 16. siječnja 1922. – Zagreb, 23. rujna 1974.), bio je hrvatski pijanist, glazbeni pedagog i publicist.

## Životopis
Darko Lukić rodio se u Osijeku 1922. godine. Rodio se u obitelji generala Mihajla Lukića. Majka mu je bila židovskog podrijetla. U Osijeku je pohađao privatnu školu a poslije Drugoga svjetskog rata nastavlja školovanje u Zagrebu.

### Glazbenik i profesor
Tipke su njegov poseban svijet, tajanstven ključić do skrovitih zakutaka njegove senzibilne duševnosti. One su bile medij kojim je umio najneposrednije iskazivati i one najtananije porive svoje emotivnosti pretočene u čudesan svijet zvukovlja, tako prirodno, tako prisno, bez sustezanja kao da su jedno, on i njegov klavir.
Umjetnik se rađa, majstor tek postaje. U tome leži sva težina umjetničkog puta, sve borbe, samozataje i sva nastojanja. Taj put prolazio je i Darko Lukić.
Bio je pripadnik sretne i blistave generacije mladih talenata koja se odmah prvih godina po dovršenju Drugoga svjetskog rata našla u klasi majstora-pedagogoa Svetislava Stančića, na zagrebačkoj Muzičkoj akademiji. Ipak predstavljen javnosti i zapažen Lukić je već znatno ranije. On počinje već u sedmoj godini sa sistematskim učenjem klavira u privatnoj školi Hankinovih, u rodnom Osijeku, gdje se s deset godina predstavlja javnosti izvođenjem Mozartovoga Klavirskog koncerta u d-molu. S četrnaest godina nastavlja učiti u Zagrebu kod poznatog pedagoga i pijanista Evgenija Vaulina, koje razdoblje završava sjajnim nastupom s orkestrom izvodeći briljantan Konzertstück C. M. von Webera. Tim nastupom rođen je pijanist Lukić. U klasi Svetislava Stančića doskora izbija u prve redove istaknutih i dobiva I. nagradu na saveznom natjecanju mladih umjetnika u Beogradu (1948.). Nakon diplome (1949.), često javno nastupa u zemlji i inozemstvu, a doskora odlazi na usavršavanje u Pariz, gdje studira kod poznatih pedagoga M. Long i J. Lefevre-a. Otada njegovi nastupi postaju još brojniji, a nastupao je, osim u zemlji, u Austriji, Čehoslovačkoj, Francuskoj, Italiji, NR Kini, Mađarskoj, Norveškoj, Njemačkoj, Poljskoj, Rumunjskoj, SSSR-u, Švicarskoj i Velikoj Britaniji.
Osim opsežnog repertoara klasičnih i modernih majstora Lukić se naročito i hvalevrijedno zalagao za izvođenje djela domaćih skladatelja i mnoga je snimio.
Od 1951. godine počinje Lukićev pedagoški rad na Muzičkoj akademiji u Zagrebu, gdje je bio vrstan, tražen i cijenjen pedagog.
Umro je u Zagrebu 23. rujna 1974. godine i pokopan je na Mirogoju.

## Nagrade
- 1948. – 1. nagrada na saveznom natjecanju mladih umjetnika u Beogradu
- 1960. – nagrada Milka Trnina[8]

## Spomen
- "Vjesnikova" godišnja nagrada na Tribini mladih još neafirmiranih umjetnika nosi ime Darka Lukića.
- U Osijeku se organizira Memorijal Darko Lukić međunarodni susret mladih pijanista.[9][10]

## Vanjske poveznice
- Lukić, Darko Hrvatska enciklopedija. LZMK
- LZMK / Proleksis enciklopedija: Lukić, Darko
- Prof. Željka Tonković: »«Informativni uvid u ostavštinu pijanista i klavirskog pedagoga Darka Lukića